# Stéphan Grégoire
Stéphan Grégoire (Neufchâteau, 14 mei 1969) is een Frans autocoureur.
Grégoire reed tussen 1996 en 2006 vijfenveertig IndyCar races, waaronder zes keer de Indianapolis 500 en reed eveneens deze race een keer toen het onderdeel uitmaakte van de Champ Car series, in 1993. Zijn beste finish tijdens een Indy 500 behaalde hij in 2000 met een achtste plaats. Hij haalde een keer een podiumplaats in zijn carrière, op het circuit Pikes Peak International Raceway werd hij tweede in het IndyCar seizoen 1996-1997. Grégoire nam tot nog toe drie keer deel aan de 24 uur van Le Mans. In 2003 werd hij zevende met co-rijders Jonathan Cochet en Jean-Marc Gounon, in 2008 werd hij elfde met co-rijders João Barbosa en Vanina Ickx. In 2009 reed hij de race met twee andere Franse coureurs, maar de wagen viel uit de race en werd geklasseerd op de 51e plaats.